# Karin Verguts
Karin Verguts, född 3 maj 1961, är en friidrottare från Belgien. Hon deltog vid olympiska sommarspelen 1980.